# Brachionidium escobarii
Brachionidium escobarii är en orkidéart som beskrevs av Carlyle August Luer. Brachionidium escobarii ingår i släktet Brachionidium och familjen orkidéer. Inga underarter finns listade i Catalogue of Life.